# Coppa del Mondo di bob 2015
La Coppa del Mondo di bob 2014/15, organizzata dalla FIBT, è iniziata il 12 dicembre 2014 a Lake Placid, negli Stati Uniti ed è terminata il 15 febbraio 2015 a Soči, in Russia. Si sono disputate ventiquattro gare, otto nel bob a 2 uomini, nel bob a 2 donne e nel bob a 4 in otto differenti località.
Nel corso della stagione si sono tenuti anche i campionati mondiali 2015 a Winterberg, in Germania, competizione non valida ai fini della Coppa del Mondo mentre la tappa di La Plagne ha assegnato anche il titolo europeo.

Questa Coppa del Mondo si è svolta come di consueto in parallelo alla Coppa del Mondo di skeleton.

## Risultati

### Uomini
| Data             | Località             | Specialità | Primi classificati                                                        | Secondi classificati                                                          | Terzi classificati                                                        |
| ---------------- | -------------------- | ---------- | ------------------------------------------------------------------------- | ----------------------------------------------------------------------------- | ------------------------------------------------------------------------- |
| 12 dicembre 2014 | Lake Placid          | A due      | Francesco Friedrich Thorsten Margis Germania                              | Oskars Melbārdis Daumants Dreiškens Lettonia                                  | Nick Cunningham Casey Wickline Stati Uniti                                |
| 13 dicembre 2014 | Lake Placid          | A quattro  | Maximilian Arndt Kevin Korona Joshua Bluhm Ben Heber Germania             | Aleksandr Kas'janov Maksim Mokrousov Il'vir Chuzin Aleksej Puškarëv Russia    | Oskars Melbārdis Daumants Dreiškens Arvis Vilkaste Jānis Strenga Lettonia |
| 20 dicembre 2014 | Calgary              | A due      | Oskars Melbārdis Daumants Dreiškens Lettonia                              | Francesco Friedrich Martin Grothkopp Germania                                 | Beat Hefti Alex Baumann Svizzera                                          |
| 20 dicembre 2014 | Calgary              | A quattro  | Oskars Melbārdis Daumants Dreiškens Arvis Vilkaste Jānis Strenga Lettonia | Francesco Friedrich Jan Speer Martin Grothkopp Thorsten Margis Germania       | Maximilian Arndt Kevin Korona Joshua Bluhm Ben Heber Germania             |
| 10 gennaio 2015  | Altenberg            | A due      | Beat Hefti Alex Baumann Svizzera                                          | Oskars Melbārdis Daumants Dreiškens Lettonia                                  | Nico Walther Joshua Bluhm Germania                                        |
| 11 gennaio 2015  | Altenberg            | A quattro  | Nico Walther Andreas Bredau Marko Hübenbecker Christian Poser Germania    | Oskars Melbārdis Daumants Dreiškens Arvis Vilkaste Jānis Strenga Lettonia     | Rico Peter Bror van der Zijde Thomas Amrhein Simon Friedli Svizzera       |
| 17 gennaio 2015  | Schönau am Königssee | A due      | Beat Hefti Alex Baumann Svizzera                                          | Nico Walther Marko Hübenbecker Germania                                       | Justin Kripps Bryan Barnett Canada                                        |
| 18 gennaio 2015  | Schönau am Königssee | A quattro  | Maximilian Arndt Kevin Korona Alexander Rödiger Ben Heber Germania        | Nico Walther Andreas Bredau Marko Hübenbecker Christian Poser Germania        | Oskars Melbārdis Daumants Dreiškens Arvis Vilkaste Jānis Strenga Lettonia |
| 24 gennaio 2015  | Sankt Moritz         | A due      | Oskars Melbārdis Daumants Dreiškens Lettonia                              | Beat Hefti Alex Baumann Svizzera                                              | Uģis Žaļims Intars Dambis Lettonia                                        |
| 25 gennaio 2015  | Sankt Moritz         | A quattro  | Oskars Melbārdis Daumants Dreiškens Arvis Vilkaste Jānis Strenga Lettonia | Francesco Friedrich Gregor Bermbach Martin Grothkopp Thorsten Margis Germania | Maximilian Arndt Jan Speer Alexander Rödiger Martin Putze Germania        |
| 31 gennaio 2015  | La Plagne            | A due      | Francesco Friedrich Martin Grothkopp Germania                             | Oskars Melbārdis Daumants Dreiškens Lettonia                                  | Rico Peter Bror van der Zijde Svizzera                                    |
| 1º febbraio 2015 | La Plagne            | A quattro  | Oskars Melbārdis Daumants Dreiškens Arvis Vilkaste Jānis Strenga Lettonia | Aleksandr Kas'janov Il'vir Chuzin Aleksej Puškarëv Aleksej Zajcev Russia      | Francesco Friedrich Candy Bauer Martin Grothkopp Thorsten Margis Germania |
| 6 febbraio 2015  | Igls                 | A due      | Francesco Friedrich Thorsten Margis Germania                              | Oskars Melbārdis Daumants Dreiškens Lettonia                                  | Beat Hefti Alex Baumann Svizzera                                          |
| 8 febbraio 2015  | Igls                 | A quattro  | Oskars Melbārdis Daumants Dreiškens Arvis Vilkaste Jānis Strenga Lettonia | Francesco Friedrich Candy Bauer Martin Grothkopp Thorsten Margis Germania     | Nico Walther Marko Hübenbecker Andreas Bredau Christian Poser Germania    |
| 14 febbraio 2015 | Soči                 | A due      | Rico Peter Simon Friedli Svizzera                                         | Oskars Melbārdis Daumants Dreiškens Lettonia                                  | Beat Hefti Alex Baumann Svizzera                                          |
| 15 febbraio 2015 | Soči                 | A quattro  | Oskars Melbārdis Daumants Dreiškens Arvis Vilkaste Jānis Strenga Lettonia | Aleksandr Kas'janov Il'vir Chuzin Aleksej Puškarëv Aleksej Zajcev Russia      | Maximilian Arndt Alexander Rödiger Ben Heber Martin Putze Germania        |

### Donne
| Data             | Località             | Specialità | Prime classificate                                | Seconde classificate                            | Terze classificate                                |
| ---------------- | -------------------- | ---------- | ------------------------------------------------- | ----------------------------------------------- | ------------------------------------------------- |
| 13 dicembre 2014 | Lake Placid          | A due      | Elana Meyers-Taylor Cherrelle Garrett Stati Uniti | Jazmine Fenlator Natalie Deratt Stati Uniti     | Jamie Greubel-Poser Lauren Gibbs Stati Uniti      |
| 20 dicembre 2014 | Calgary              | A due      | Elana Meyers-Taylor Cherrelle Garrett Stati Uniti | Anja Schneiderheinze Franziska Bertels Germania | Kaillie Humphries Kate Obrien Canada              |
| 9 gennaio 2015   | Altenberg            | A due      | Elana Meyers-Taylor Cherrelle Garrett Stati Uniti | Elfje Willemsen Annelies Holthof Belgio         | Kaillie Humphries Melissa Lotholz Canada          |
| 16 gennaio 2015  | Schönau am Königssee | A due      | Cathleen Martini Lisa-Marie Buckwitz Germania     | Elfje Willemsen Annelies Holthof Belgio         | Anja Schneiderheinze Annika Drazek Germania       |
| 24 gennaio 2015  | Sankt Moritz         | A due      | Anja Schneiderheinze Annika Drazek Germania       | Cathleen Martini Lisa-Marie Buckwitz Germania   | Jamie Greubel-Poser Cherrelle Garrett Stati Uniti |
| 30 gennaio 2015  | La Plagne            | A due      | Elana Meyers-Taylor Cherrelle Garrett Stati Uniti | Jamie Greubel-Poser Lauryn Williams Stati Uniti | Kaillie Humphries Melissa Lotholz Canada          |
| 6 febbraio 2015  | Igls                 | A due      | Elana Meyers-Taylor Lauryn Williams Stati Uniti   | Anja Schneiderheinze Annika Drazek Germania     | Jamie Greubel-Poser Cherrelle Garrett Stati Uniti |
| 14 febbraio 2015 | Soči                 | A due      | Elana Meyers-Taylor Cherrelle Garrett Stati Uniti | Kaillie Humphries Melissa Lotholz Canada        | Jamie Greubel-Poser Lauren Gibbs Stati Uniti      |

## Classifiche

### Bob a due uomini
| Pos. | Nome pilota         | Nazione     | LAK | CAL | ALT | KÖN | STM | LAP | IGL | SOČ | Totale |
| ---- | ------------------- | ----------- | --- | --- | --- | --- | --- | --- | --- | --- | ------ |
| 1    | Oskars Melbārdis    | Lettonia    | 2   | 1   | 2   | 5   | 1   | 2   | 2   | 2   | 1684   |
| 2    | Beat Hefti          | Svizzera    | 4   | 3   | 1   | 1   | 2   | 5   | 3   | 3   | 1636   |
| 3    | Rico Peter          | Svizzera    | 5   | 6   | 4   | 9   | 7   | 3   | 9   | 1   | 1449   |
| 4    | Francesco Friedrich | Germania    | 1   | 2   | 5   | 7   | 4   | 1   | 1   | -   | 1429   |
| 5    | Nico Walther        | Germania    | 11  | 7   | 3   | 2   | 8   | 7   | 4   | 10  | 1378   |
| 6    | Steven Holcomb      | Stati Uniti | 6   | 8   | 13  | 10  | 6   | 8   | 6   | 5   | 1296   |
| 7    | Aleksandr Kas'janov | Russia      | 10  | 4   | 6   | 14  | 15  | 4   | 7   | 7   | 1256   |
| 8    | Justin Kripps       | Canada      | 7   | 9   | 9   | 3   | 18  | 10  | 8   | 4   | 1248   |
| 9    | Nick Cunningham     | Stati Uniti | 3   | 13  | 15  | 13  | 20  | 11  | 13  | 9   | 1020   |
| 10   | Codie Bascue        | Stati Uniti | 13  | 11  | 7   | 15  | 13  | 16  | 16  | 11  | 976    |

### Bob a quattro uomini
| Pos. | Nome pilota         | Nazione     | LAK | CAL | ALT | KÖN | STM | LAP | IGL | SOČ | Totale |
| ---- | ------------------- | ----------- | --- | --- | --- | --- | --- | --- | --- | --- | ------ |
| 1    | Oskars Melbārdis    | Lettonia    | 3   | 1   | 2   | 3   | 1   | 1   | 1   | 1   | 1735   |
| 2    | Aleksandr Kas'janov | Russia      | 2   | 8   | 5   | 6   | 9   | 2   | 4   | 2   | 1494   |
| 3    | Maximilian Arndt    | Germania    | 1   | 3   | DNS | 1   | 3   | 5   | 6   | 3   | 1410   |
| 4    | Nico Walther        | Germania    | DNS | 5   | 1   | 2   | 4   | 4   | 3   | 6   | 1379   |
| 5    | Francesco Friedrich | Germania    | 14  | 2   | 6   | 4   | 2   | 3   | 2   | -   | 1310   |
| 6    | Rico Peter          | Svizzera    | 7   | 9   | 3   | 7   | 11  | 6   | 5   | 15  | 1288   |
| 7    | Steven Holcomb      | Stati Uniti | 6   | 7   | 9   | 9   | 14  | 8   | 9   | 9   | 1224   |
| 8    | Justin Kripps       | Canada      | 4   | 11  | 7   | 12  | 21  | 13  | 11  | 4   | 1134   |
| 9    | Christopher Spring  | Canada      | 10  | 10  | 10  | 14  | 16  | 12  | 13  | 10  | 1032   |
| 10   | Oskars Ķibermanis   | Lettonia    | 10  | DNS | 4   | 5   | 7   | 7   | 8   | -   | 1016   |

### Combinata uomini
| Pos. | Nome pilota         | Nazione     | LAK      | CAL      | ALT     | KÖN     | STM     | LAP     | IGL     | SOČ     | Totale |
| ---- | ------------------- | ----------- | -------- | -------- | ------- | ------- | ------- | ------- | ------- | ------- | ------ |
| 1    | Oskars Melbārdis    | Lettonia    | 2 / 3    | 1 / 1    | 2 / 2   | 5 / 3   | 1 / 1   | 2 / 1   | 2 / 1   | 2 / 1   | 3419   |
| 2    | Nico Walther        | Germania    | 11 / DNS | 7 / 5    | 3 / 1   | 2 / 2   | 8 / 4   | 7 / 4   | 4 / 3   | 10 / 6  | 2757   |
| 3    | Aleksandr Kas'janov | Russia      | 10 / 2   | 4 / 8    | 6 / 5   | 14 / 6  | 15 / 9  | 4 / 2   | 7 / 4   | 7 / 2   | 2750   |
| 4    | Francesco Friedrich | Germania    | 1 / 14   | 2 / 2    | 5 / 6   | 7 / 4   | 4 / 2   | 1 / 3   | 1 / 2   | -       | 2739   |
| 5    | Rico Peter          | Svizzera    | 5 / 7    | 6 / 9    | 4 / 3   | 9 / 7   | 7 / 11  | 3 / 6   | 9 / 5   | 1 / 15  | 2737   |
| 6    | Steven Holcomb      | Stati Uniti | 6 / 6    | 8 / 7    | 13 / 9  | 10 / 9  | 6 / 14  | 8 / 8   | 6 / 9   | 5 / 9   | 2520   |
| 7    | Justin Kripps       | Canada      | 7 / 4    | 9 / 11   | 9 / 7   | 3 / 12  | 18 / 21 | 10 / 13 | 8 / 11  | 4 / 4   | 2382   |
| 8    | Nick Cunningham     | Stati Uniti | 3 / 5    | 13 / 12  | 15 / 16 | 13 / 13 | 20 / 15 | 11 / 19 | 13 / 15 | 9 / 7   | 1998   |
| 9    | Oskars Ķibermanis   | Lettonia    | 12 / 10  | 14 / DNS | 8 / 4   | 11 / 5  | 11 / 7  | 13 / 7  | 12 / 8  | -       | 1936   |
| 10   | Christopher Spring  | Canada      | 14 / 10  | 12 / 10  | 16 / 10 | 12 / 14 | 16 / 16 | 17 / 12 | 14 / 13 | 14 / 10 | 1904   |

### Bob a due donne
| Pos. | Nome pilota          | Nazione     | LAK | CAL | ALT | KÖN | STM | LAP | IGL | SOČ | Totale |
| ---- | -------------------- | ----------- | --- | --- | --- | --- | --- | --- | --- | --- | ------ |
| 1    | Elana Meyers-Taylor  | Stati Uniti | 1   | 1   | 1   | 6   | 4   | 1   | 1   | 1   | 1718   |
| 2    | Kaillie Humphries    | Canada      | 5   | 3   | 3   | 5   | 7   | 3   | 6   | 2   | 1522   |
| 3    | Jazmine Fenlator     | Stati Uniti | 2   | 4   | 9   | 4   | 8   | 4   | 4   | 5   | 1474   |
| 4    | Elfje Willemsen      | Belgio      | 6   | 6   | 2   | 2   | 5   | 8   | 9   | 4   | 1460   |
| 5    | Anja Schneiderheinze | Germania    | 4   | 2   | 7   | 3   | 1   | 5   | 2   | -   | 1386   |
| 6    | Jamie Greubel-Poser  | Stati Uniti | 3   | 4   | 5   | DNF | 3   | 2   | 3   | 3   | 1288   |
| 7    | Stefanie Szczurek    | Germania    | 7   | 7   | 6   | 8   | 10  | 7   | 7   | 9   | 1224   |
| 8    | Cathleen Martini     | Germania    | -   | -   | 4   | 1   | 2   | 6   | 5   | 7   | 1134   |
| 9    | Nadežda Sergeeva     | Russia      | 10  | 10  | 13  | 12  | 13  | 11  | 13  | 8   | 1032   |
| 10   | Mica McNeill         | Regno Unito | 9   | 9   | 12  | 11  | 12  | -   | 10  | -   | 1016   |